# Hassan Al-Moharrami
Hassan Al-Moharrami  (tiếng Ả Rập:حسن المحرمي) (sinh ngày 6 tháng 6 năm 1996) là một cầu thủ bóng đá người Các Tiểu vương quốc Ả Rập Thống nhất. Hiện tại anh thi đấu cho Baniyas.